# Séguéla (département)
Pour les articles homonymes, voir Séguéla (homonymie).
Le département de Séguéla est un département de Côte d'Ivoire. 
Son chef-lieu est la ville de Séguéla. 